# Al-Mauzara
Al-Mauzara (arab. الموزرة) – miejscowość w Syrii, w muhafazie Idlib. W 2004 roku liczyła 3993 mieszkańców.